# مرکز پزشکی بانر لسن
مرکز پزشکی بانر لسن (به انگلیسی: Banner Lassen Medical Center) بیمارستانی خصوصی، مدیکر و خدمات درمانی در شهر سوزان ویل، کالیفرنیا کشور ایالات متحده آمریکا است که در سال ۱۸۸۳ میلادی ساخته شده و دارای ۲۵ تخت است.